# アポタンパク質
アポタンパク質（アポタンパクしつ、Apoprotein）は、タンパク質から、ある機能をもった部分を取り除いた残りの構造をいう。アポ (ἀπό) はギリシア語で「〜から離れる」を意味する接頭語。